# Новая сцена (Братислава)
Театр «Новая сцена»  (словац. Divadlo Nová scéna) — профессиональная творческая организация, репертуарный театр, основное направление которого — музыкально-драматическое творчество (прежде всего, мюзиклы, комедии, а также драмы и сказки).
Расположен в Братиславе в так называемом Предпринимательском Доме на Живностенской (Предпринимательской) улице, дом 1 (вход с площади Коллара).

## История
Театр «Новая сцена» был основан 30 ноября 1946 года при участии оперного певца Франтишека Криштофа-Веселы. До 1951 года относился к союзу Словацкого национального театра. В театре работали многие известные актёры, режиссёры, певцы, музыканты и танцоры.
В 1991 году была проведена масштабная реконструкция театра под руководством архитектора Фердинанда Збушко — младшего, удостоенная в 1992 году премии Душана Юрковича.

## Современность
В настоящее время в репертуар театра «Новая сцена» входят спектакли «Ромео и Джульетта», «Братья по крови», «Эквус», «Слуга двух боссов», «Байайа», «Волшебник из страны Оз», «Тётка Чарлея», «Вышибалы», «Как клеить девчонок?» и другие. 29 апреля 2016 года прошла всесловацкая премьера мирового мюзикла «Кошки» (англ. Cats) композитора Эндрю Ллойда Уэббера
В настоящее время генеральным директором театра является Ингрид Фашиангова, художественный руководитель — Кароль Чалик.